# Perperikon
L'antiga ciutat tràcia de Perperikon (també Perpericon; en grec: Περπερικόν, en búlgar: Перперикон) es troba als Ròdope (de l'Est), a 15 km al nord-est de la ciutat actual de Kardzhali, a Bulgària, a uns 470 m d'alçada, a la part alta d'un turó rocós, que degué ser un lloc sagrat. El poble de Gorna Krepost ('Fortalesa superior') es troba al peu del pujol i el riu Perpereshka, que arrossega or en l'arena, en discorre a prop. Perperikon és el lloc de conjunts megalítics més gran dels Balcans.

## El nom "Perperikon"
El nom Perperikon data de l'edat mitjana, dels segles XI al XIII. El nom originari Hyperperakion fou escurçat pels escribes a Perperakion o Perperikon. Hi ha dues teories sobre l'origen i significat del nom: una l'associa amb l'extracció d'or: la ciutat potser s'anomenà així pel procés de refinació de l'or a alta temperatura (hyperpyros en grec medieval); i l'altra suggereix que es tornà a usar un nom de l'era clàssica per al lloc, derivat d'una paraula per a altar de foc (hippyros en grec antic).

## Història

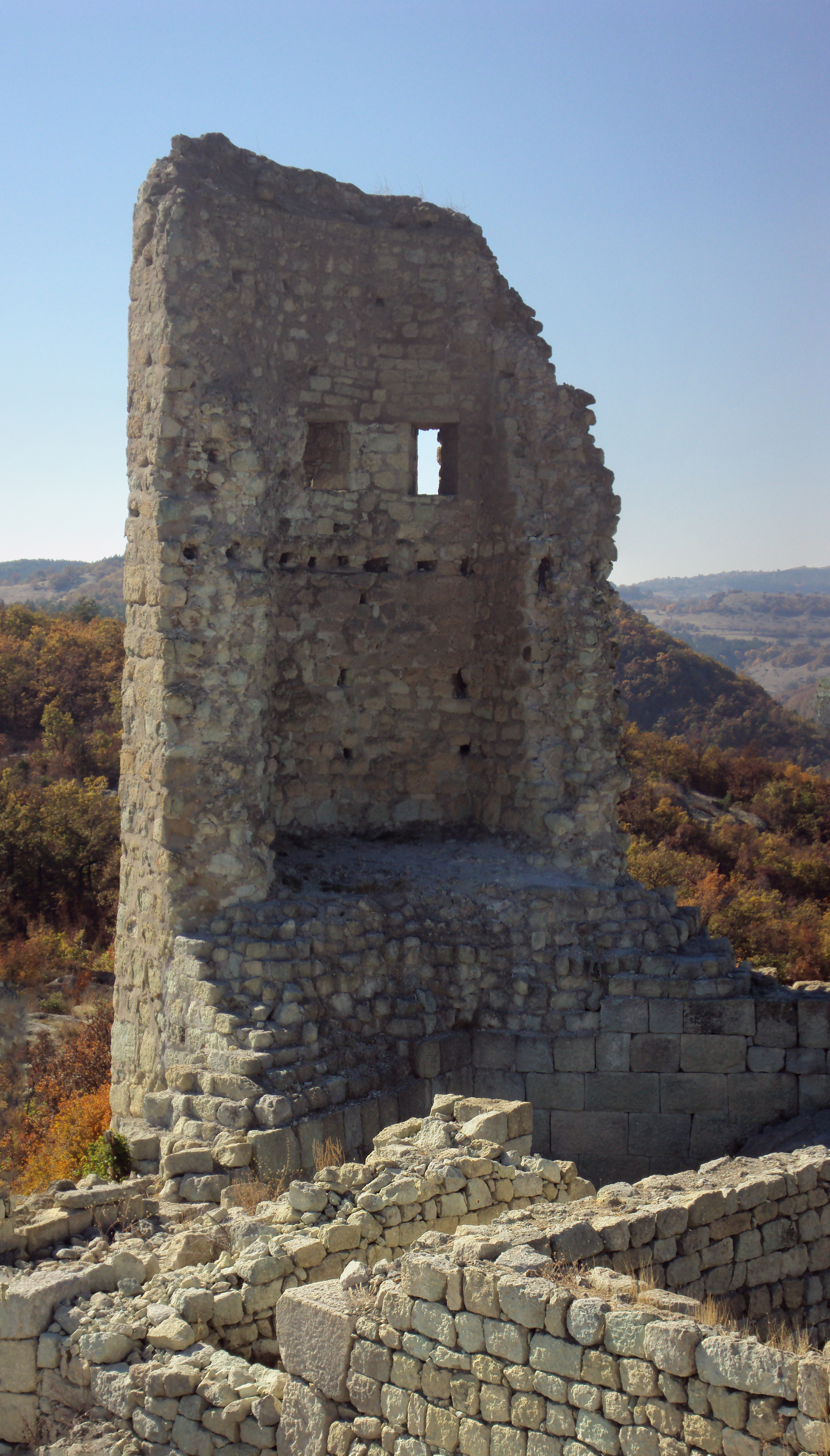

L'activitat humana en la zona es remunta al 5000 abans de la nostra era. Els primers vestigis de la civilització al turó daten de l'edat del bronze, mentre que la terrissa trobada data de l'edat del ferro primerenca, així com l'impressionant altar redó, de gairebé 2 m de diàmetre, tallat fora de les roques.
Es creu que durant l'era clàssica hi havia a Perperikon un famós Temple de Dionís.
Perperikon és l'indret des d'on Medokos es va declarar a si mateix rei de Tràcia en el 424 ae, després de la mort de Sitalces, i fou enderrocat més tard.
L'arqueòleg búlgar Nikolay Ovcharov començà a excavar a Perperikon en el 2000 i va mostrar les restes de l'antic conjunt arquitectònic.
S'hi trobaren un palau gegant d'uns quants pisos i una imponent fortalesa construïda al voltant del turó, amb parets gruixudes de 2,8 m. Aquest palau data de l'època de l'Imperi Romà. També es construïren en la fortalesa temples i barris residencials. El conjunt megalític fou derruït i tornat a erigir algunes vegades al llarg de la història.
S'està construint un centre d'interpretació amb fons proporcionats per la UE.

## Església

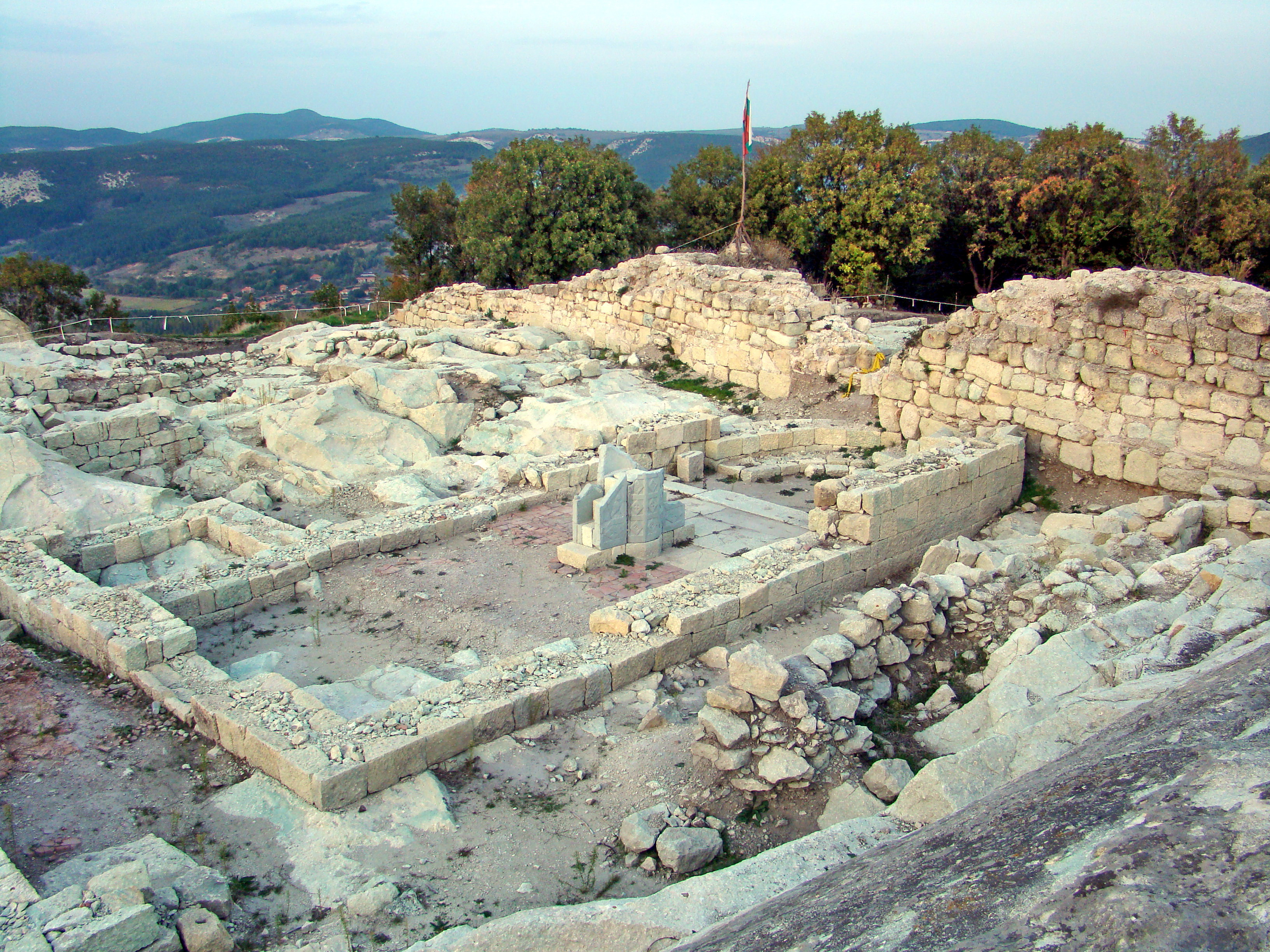
El lloc de l'església de Perperikon

Uns arqueòlegs búlgars trobaren un púlpit de l'església al cim del santuari de roca traci, el 10 de setembre del 2005. Sembla que és el primer que es troba a Bulgària. El púlpit degué construir-se a la fi del segle iv o principis del V, durant el regnat del bizantí Arcadi i va coincidir amb el període de la primera aparició dels tracis a la serralada de Ròdope.
Els fonaments de l'església tenen forma d'una sola nau basílical de 16,5 m de longitud, la més típica d'un temple cristià primitiu. El púlpit està molt ben conservat i ricament decorat amb adorns gravats en la pedra, incloent-hi una àguila amb les ales esteses. També té cinc inscripcions en grec.

## Galeria

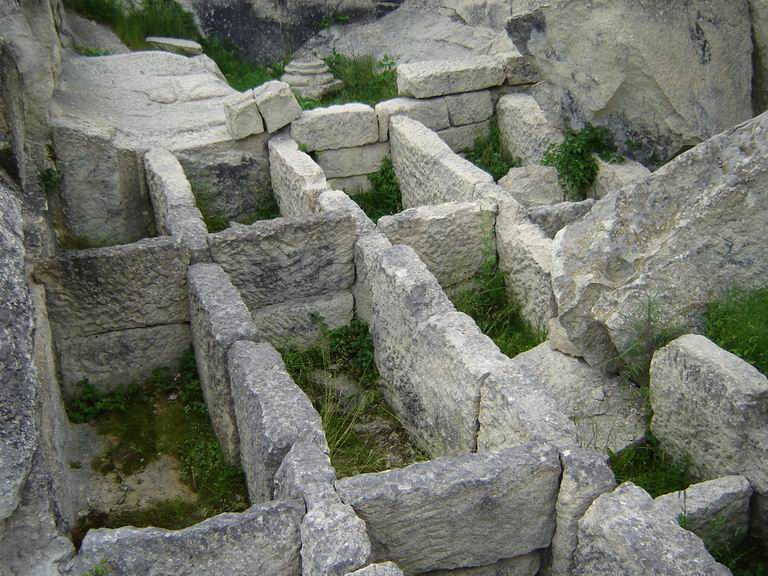
Les tombes dels governants
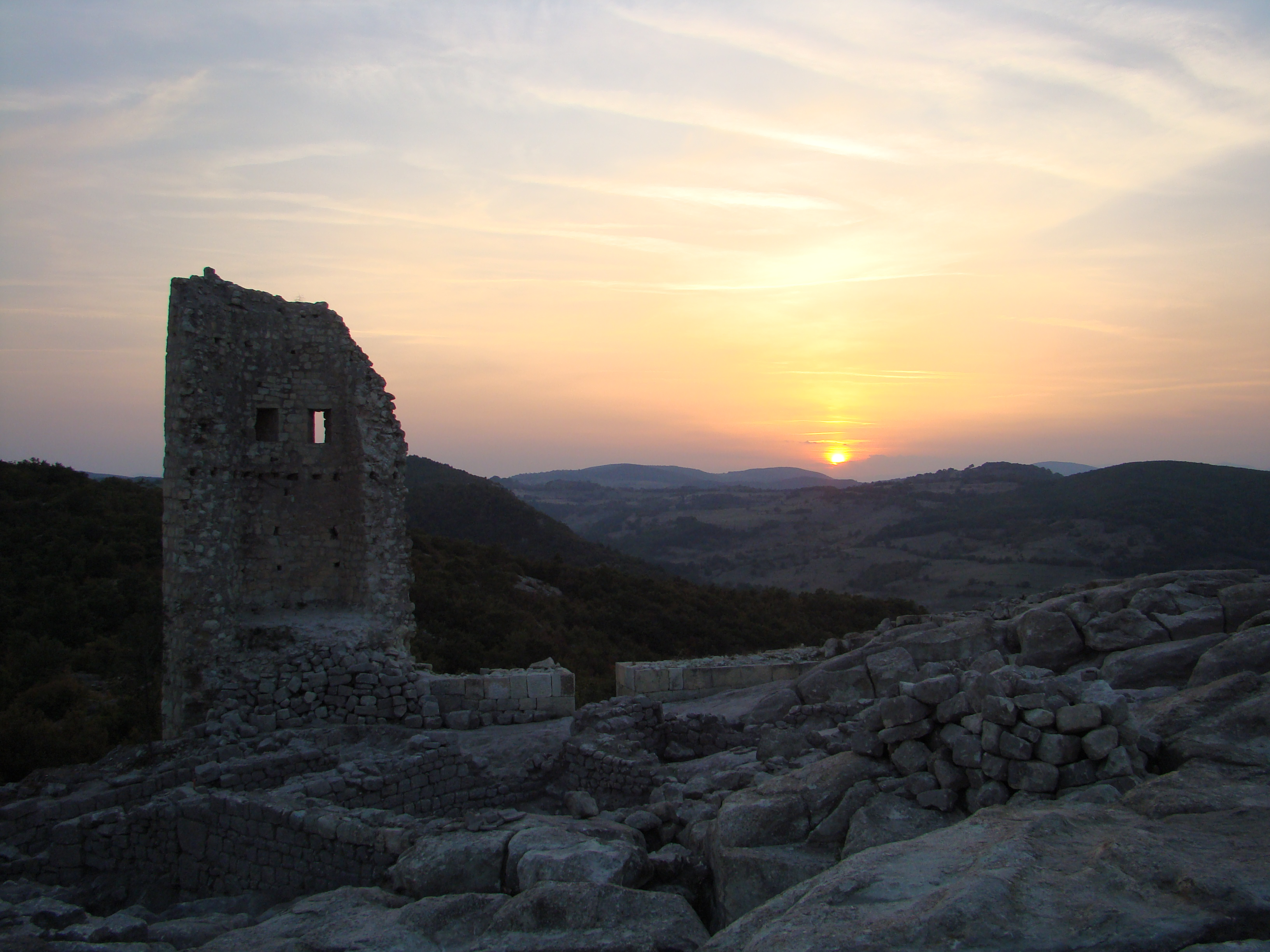
Altres edificis antics de Perperikon
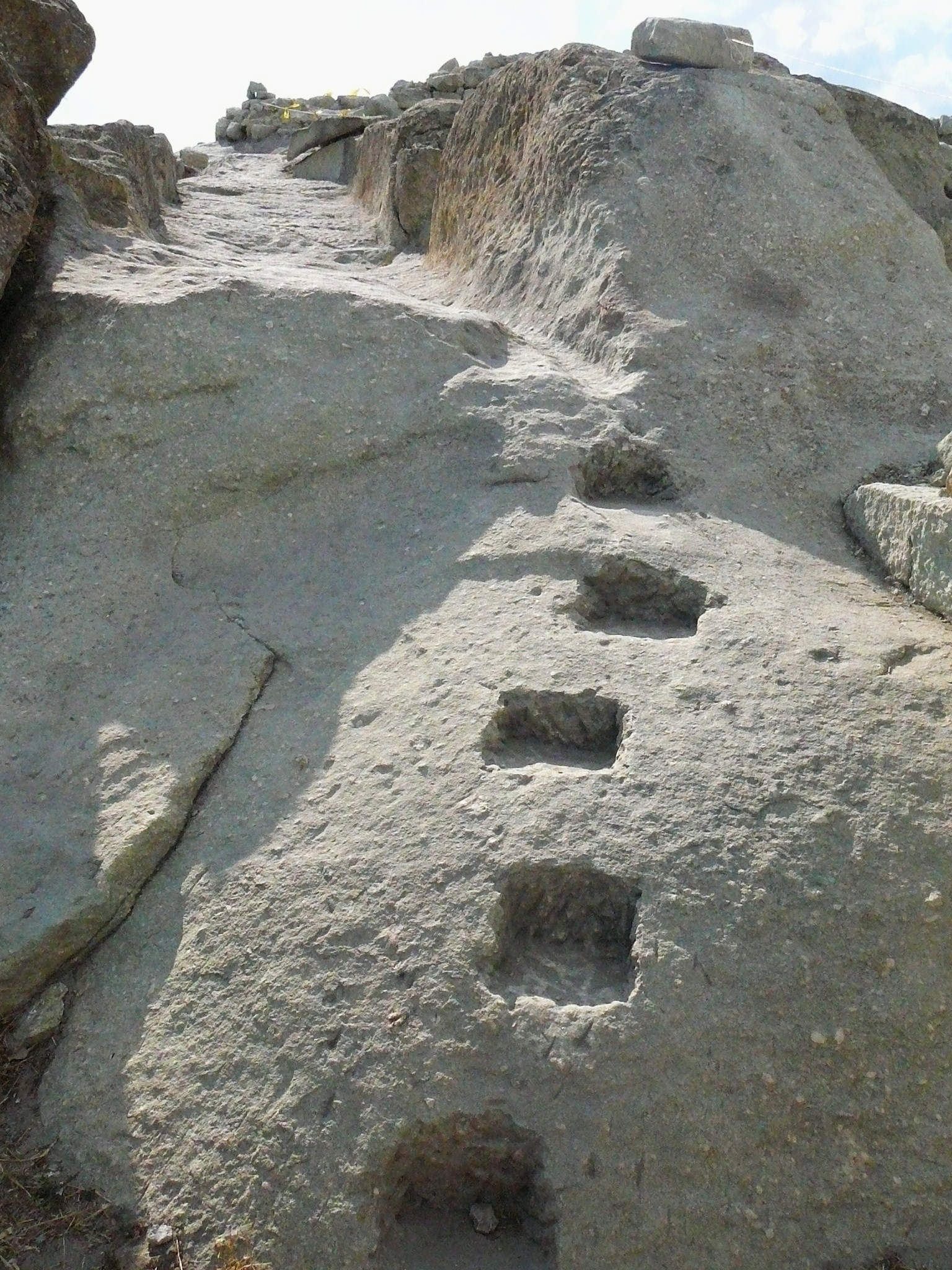
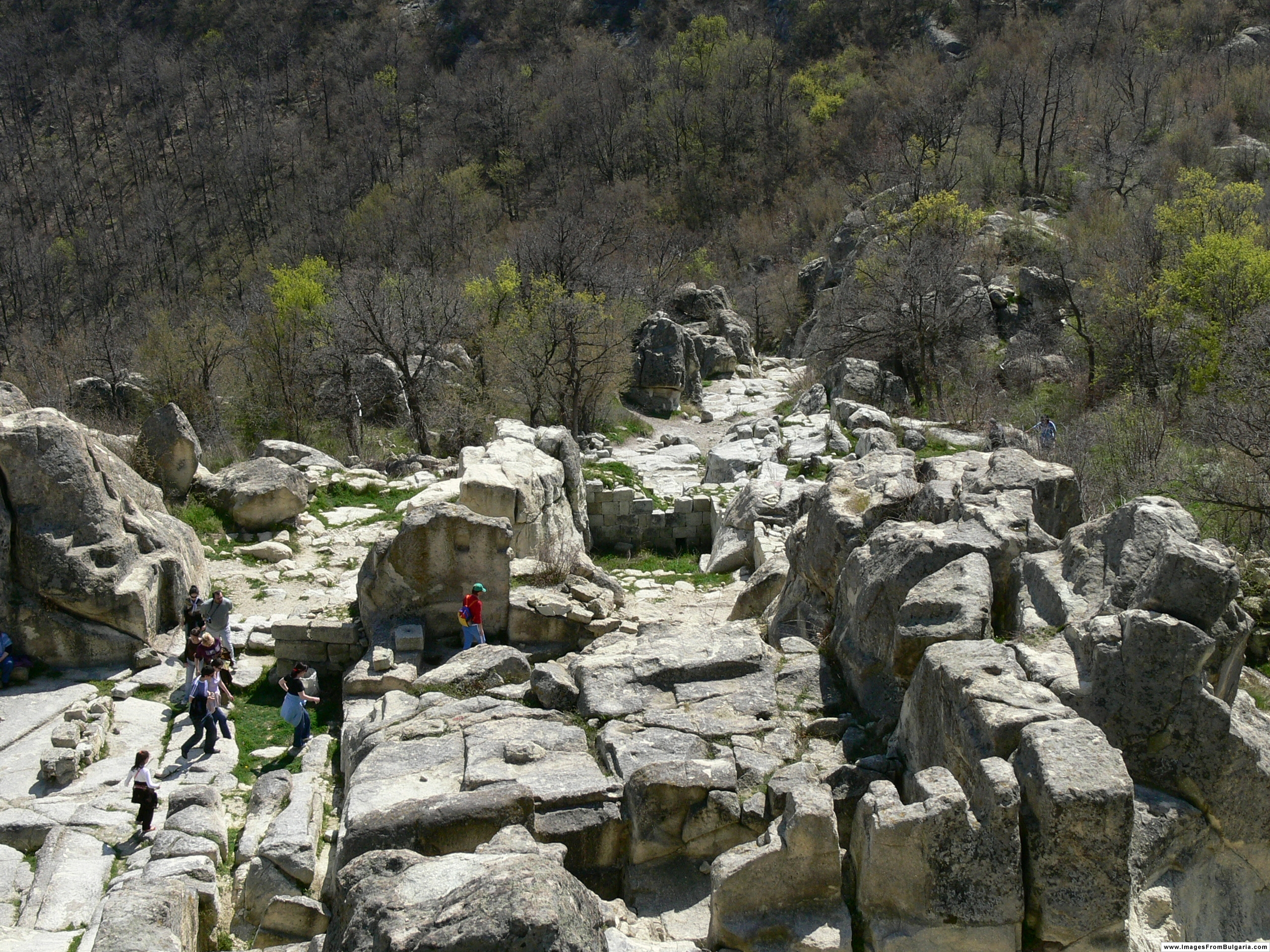
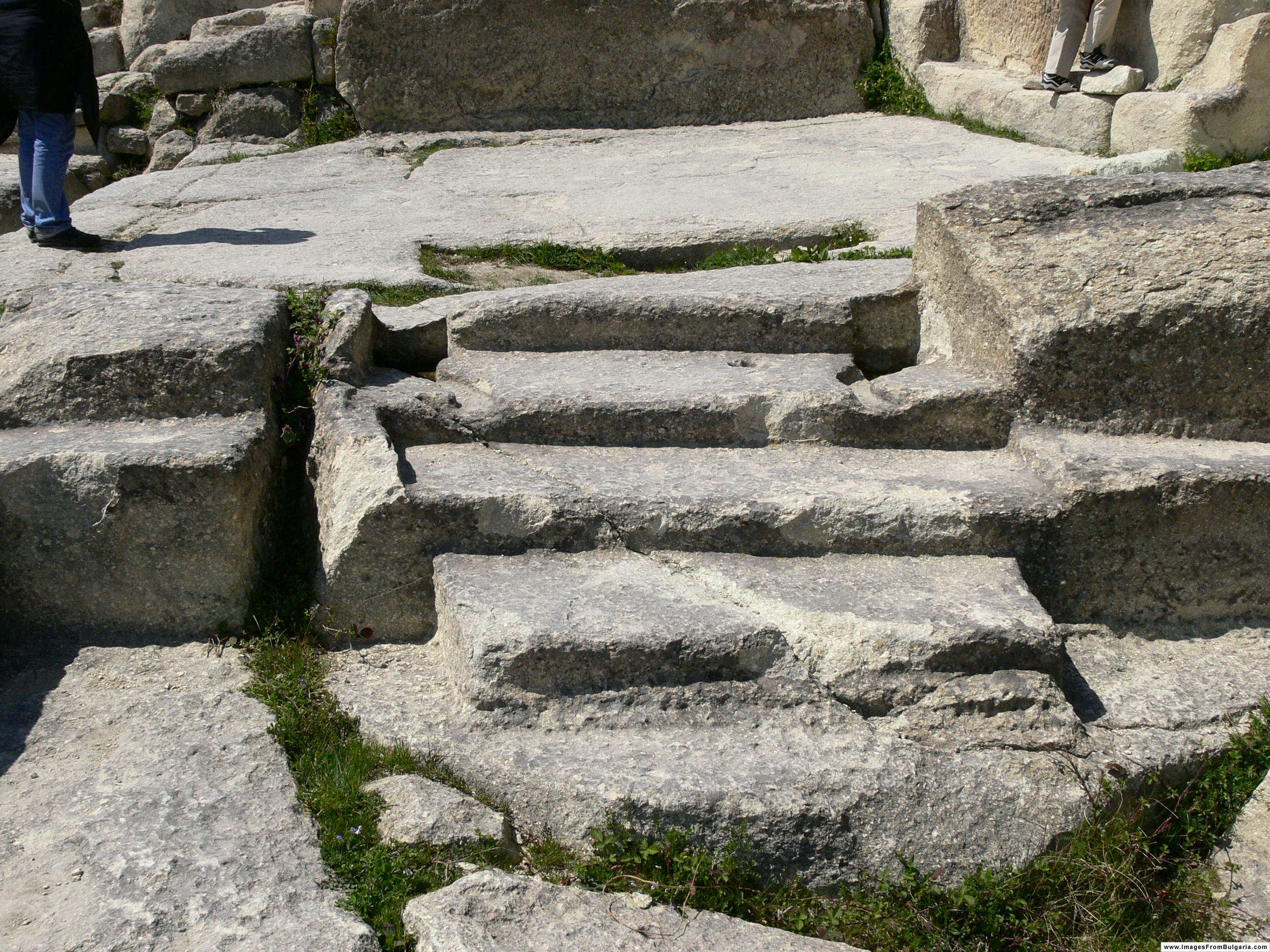
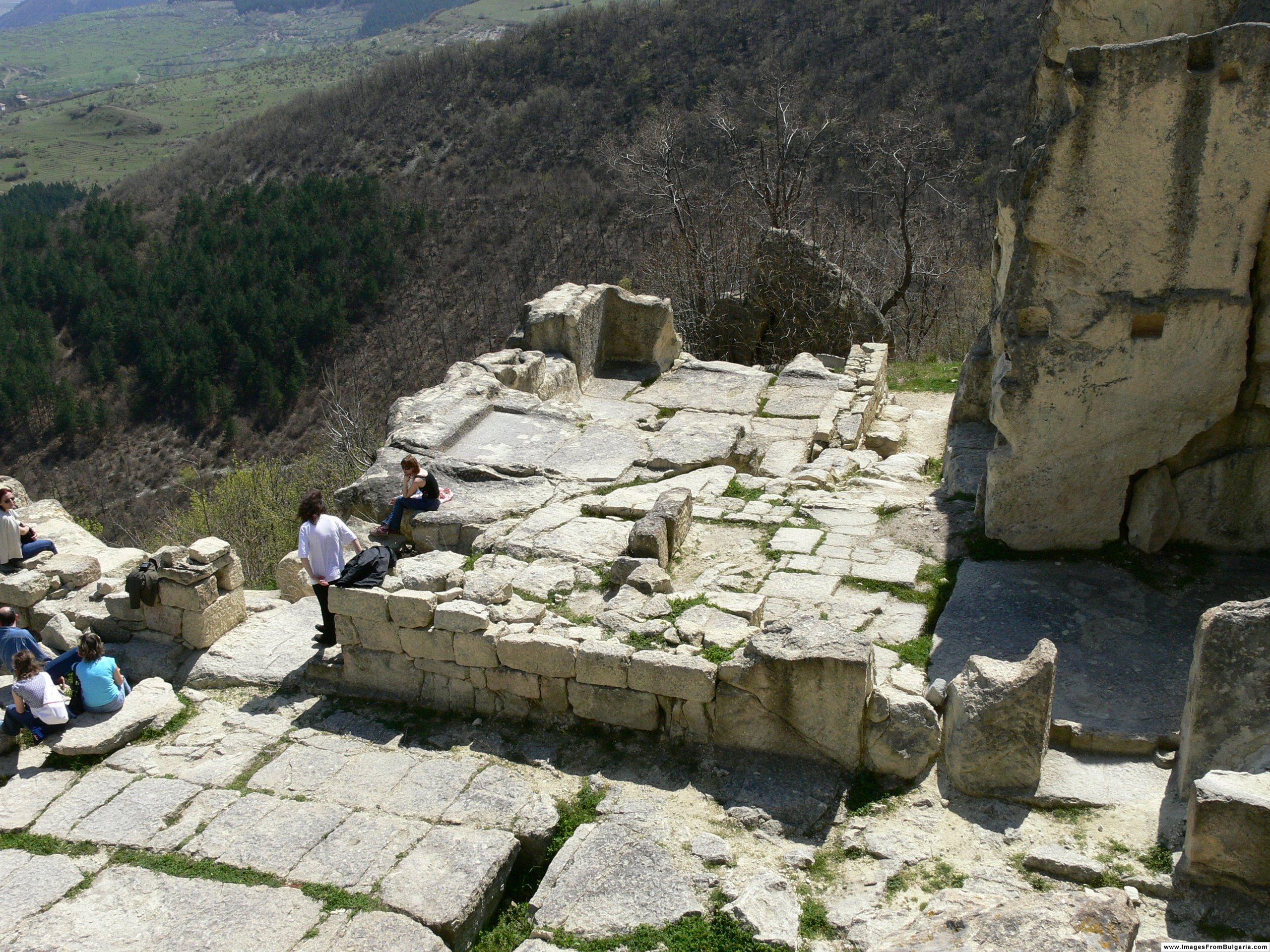
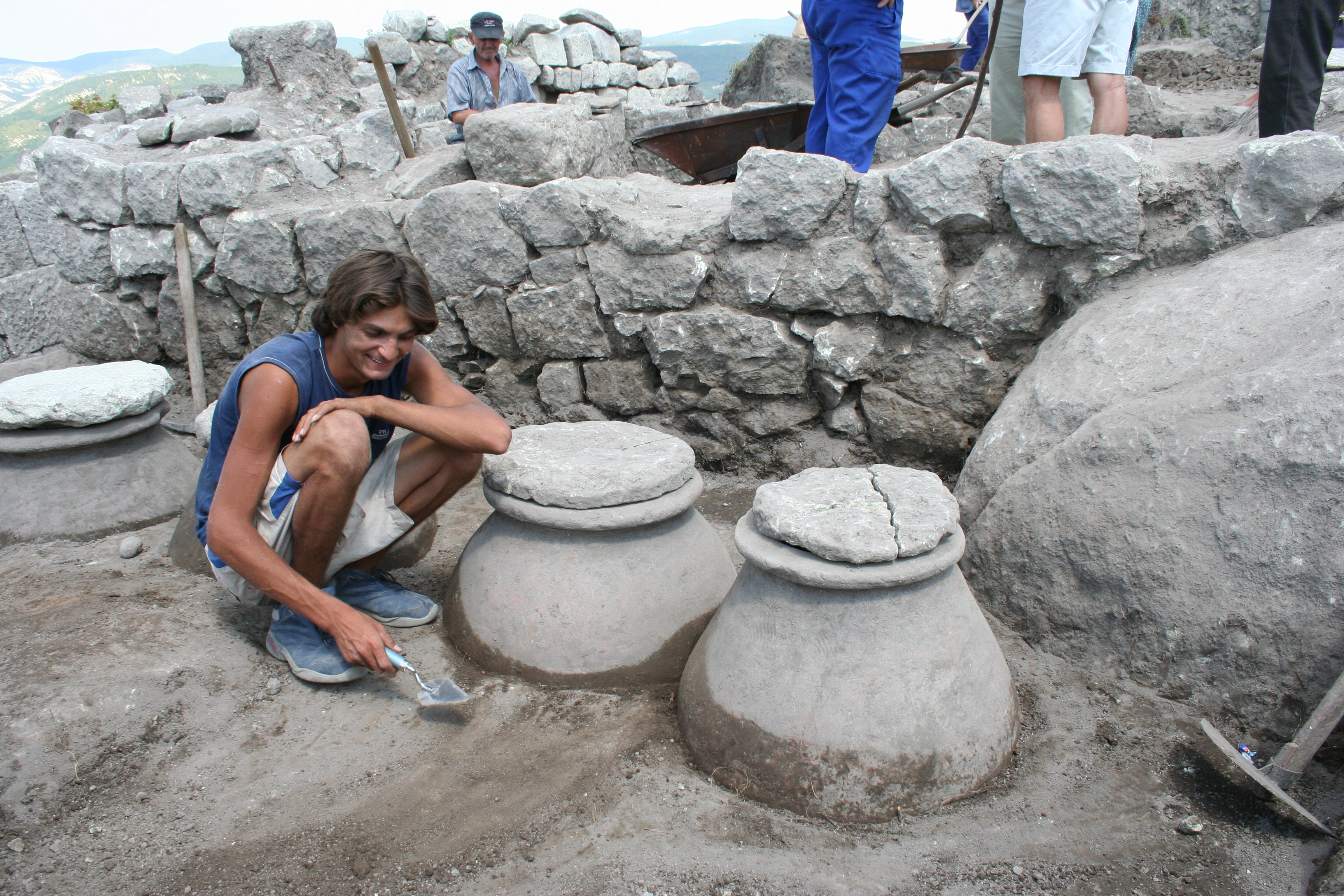